# Tàu ngầm lớp Hajen
Tàu ngầm lớp Hajen là loại tàu ngầm do Kockums chế tạo và sử dụng trong lực lượng hải quân Thụy Điển. Thiết kế của loại tàu ngầm này chịu ảnh hưởng nhiều từ tàu ngầm Kiểu XXI của Đức. Tổng cộng 6 chiếc đã được đóng từ năm 1954 đến 1958 và sử dụng cho đến năm 1980.